# Diamesa khumbugelida
Diamesa khumbugelida är en tvåvingeart som beskrevs av Ole Anton Saether och Willassen 1987. Diamesa khumbugelida ingår i släktet Diamesa och familjen fjädermyggor.
Artens utbredningsområde är Nepal. Inga underarter finns listade i Catalogue of Life.